# Aeroportul Ngau
Aeroportul Ngau (IATA: NGI, ICAO: NFNG) este un aeroport din Fiji ce deservește zona Gau Island⁠(d).
Situat la o altitudine de 15 m, aeroportul dispune de o singură pistă.